# 雷德蒙德 (猶他州)
雷德蒙德（英文：Redmond），是美国犹他州塞维尔县下属的一座城市。建市于 1875年，面积大约为0.98平方英里（2.5平方公里），海拔约为5,105英尺（1,556米）。根据2010年美国人口普查，该市有人口730人。